# Golden Guernsey

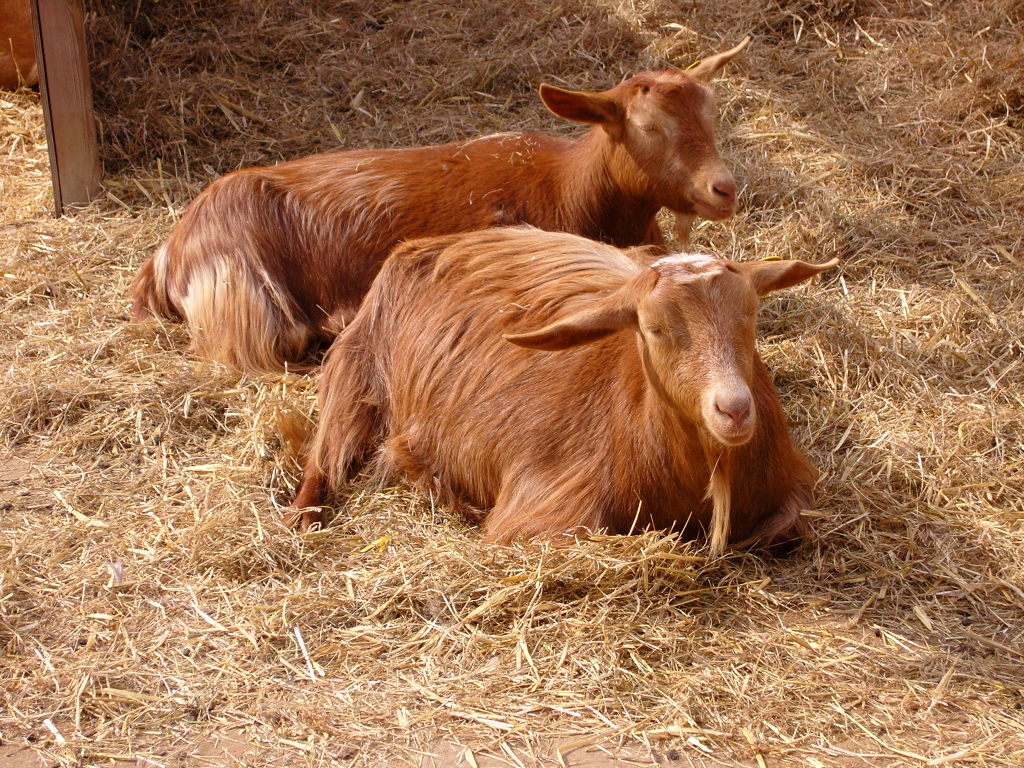
Två exemplar i en bondgård i London.

Golden Guernsey är en ras av tamget som avlades fram på ön Guernsey. En brittisk organisation som bedömer rasernas bevarandestatus listar Golden Guernsey som sårbar (VU).

## Historia
Rasen var under den tyska ockupationstiden mellan 1940 och 1945 nära till utdöende på grund av soldaternas hunger. Den överlevda i enstaka gömställen som hemlighölls. Personen som främst var ansvarig för rasens bevarande är bondkvinnan Miriam Amy Milbourne. Getter med smala ben som liknade den aktuella rasen fanns redan under 1900-talet f.Kr. på ön. Rasen Golden Guernsey förtecknades däremot först året 1822 i en almanacka som utgavs av öns tamgetsällskap. Vid tidpunkten beskrevs den av Guernseys bönder som öns vanligaste ras. Enligt uppskattningar kom rasens förfäder från Syrien, Malta eller Sicilien. Den orangeröda pälsfärgen är till exempel typisk för getter på Malta. Enligt en annan teori är rasen en korsning mellan en ras från Frankrike som liknar gemsen i utseende och en ras från kommunen Saanen i Schweiz.
Efter Miriam Milbournes död 1972 grundades en förening för rasens skydd. Den registrerade 104 honor och 25 hannar fördelade på 42 flockar under året 1975. Antalet honor ökade sedan till cirka 500 under 1980-talet men antalet hannar ökade endast obetydlig.

## Utseende
Golden Guernsey har i genomsnitt en mankhöjd av 74 cm men det finns även stora exemplar. Vikten för hannar är vanligen 85 till 90 kg och honor väger 65 till 70 kg. Synlig hud och juvern har en orangeröd färg och pälsen varierar mellan ljus guldfärgad och bronsfärgad med röda inslag. Tre av fyra ungar får vanligen horn. Några hår kan vara vita men de får inte bilda större mönster.

## Ekologi
Mängden mjölk som rasen ger är inte lika hög som hos raser som avlats just för detta ändamål. Individer som exporterats till andra delar av Storbritannien och till USA korsas ofta med andra raser och de blir så större.